# Sobre nós
Sobre nós (letteralmente Su di noi, noto internazionalmente come About Us) è un film brasiliano del 2017, diretto da Mauro Carvalho e Thiago Cazado, a tematica omosessuale.

## Trama
Diego ha dovuto lasciare la sua città natale in Brasile per frequentare una scuola di cinema in California per 4 anni. Nel fare ciò si è lasciato alle spalle tutto ciò che aveva sempre amato, incluso Matheus, un bel ragazzo di cui era innamorato e con cui condivideva molte passioni. Dieci anni dopo, tornato in Brasile, decide di girare un film sulla loro relazione.